# (9408) Haseakira
(9408) Haseakira est un astéroïde de la ceinture principale.

## Description
(9408) Haseakira est un astéroïde de la ceinture principale. Il fut découvert le 20 janvier 1995 à Ōizumi par Takao Kobayashi. Il présente une orbite caractérisée par un demi-grand axe de 2,95 UA, une excentricité de 0,11 et une inclinaison de 3,2° par rapport à l'écliptique.

## Compléments